# FDM
Частотний поділ каналів, Мультиплексування з поділом по частоті (англ. Frequency-Division Multiplexing, FDM) — передача даних по багатьом піднесучим (спектри яких не збігаються) через один канал зв'язку.
Поділ каналів здійснюється по частотах (піднесучих). Наприклад: спектр сигналу для мобільного телефону 8 МГц. Якщо мобільний оператор дає абоненту частоту 880 МГц, то наступний абонент може займати частоту 880 +8 = 888 МГц. Таким чином, якщо оператор мобільного зв'язку має ліцензійну частоту 800—900 Мгц, то він здатний забезпечити близько 12 каналів, з частотним розділенням.
Частотний поділ каналів застосовується в технології xDSL. По телефонній мережі передаються сигнали різної частоти: телефонна розмова — 0,3 — 3,4 кГц, а для передачі даних використовується смуга від 28 до 1300 кГц.
Дуже важливо фільтрувати сигнали. Інакше будуть відбуватися накладення сигналів, через що зв'язок може сильно погіршитися.